# İsmet İnönü
 (novembre 2015).
Si vous disposez d'ouvrages ou d'articles de référence ou si vous connaissez des sites web de qualité traitant du thème abordé ici, merci de compléter l'article en donnant les références utiles à sa vérifiabilité et en les liant à la section « Notes et références ».
Mustafa İsmet İnönü (prononcé [mustɑfɑ ismɛt inœ'ny], né le 24 septembre 1884 à Izmir, mort le 25 décembre 1973 à Ankara), dit Milli Şef (le Chef national) entre 1938 et 1950, est un militaire et homme d'État turc. Il est considéré comme la figure politico-militaire la plus importante de l'Histoire contemporaine de la Turquie après Mustafa Kemal Atatürk et c'est pour cette raison qu'il est surnommé İkinci Adam, « le deuxième homme ».
Figure controversée de la vie politique turque, certains soulignent le régime autoritaire qu'il instaura pendant sa présidence (1938-1950), mais d'autres rappellent qu'il a lui-même lancé la transition pacifique vers le multipartisme et qu'il a toujours respecté les règles du jeu démocratique à partir de 1950.

## Enfance et famille
Mustafa İsmet naît à Izmir (une ville de l'Empire ottoman majoritairement grecque) le 24 septembre 1884 et a cinq frères et sœurs. Son père, Reşit Efendi (1854-1920) est un fonctionnaire né à Malatya mais originaire de Bitlis. Il est issu de la famille des Kürümoğlu, parfois considérée comme kurde selon certaines sources et turque selon d’autres. Sa mère, Cevriye Temelli Hanım (1867-1959; fille de Müderris Hasan Efendi, un ouléma) est issue d'une famille originaire de Razgrad dans la région de Deliorman (aujourd'hui en Bulgarie), immigrée à Constantinople lors de l'exode des populations turques des Balkans à la suite de la défaite ottomane de 1878 face à l'armée russe. C'est dans cette ville que Reşit et Cevriye se rencontrent et unissent leurs vies. Mais en raison des changements de poste, la famille se déplaça quasiment sans arrêt à travers le pays, comme tous les fonctionnaires d'État sous le règne d'Abdülhamid II.
Il étudie à l'école d'artillerie de Constantinople pour devenir en 1906 officier dans l'armée ottomane. Il adhère en 1909 au mouvement des Jeunes-Turcs. Il sert au Yémen, à la frontière avec les Balkans, en Palestine, puis dans l'Est de la Turquie contre les Russes. Il épouse Mevhibe (1897-1992), issue d'une famille originaire de Deliorman, comme la mère d'İnönü, le 13 avril 1916. Le couple aura 4 enfants, dont le premier meurt en bas âge.

## Guerre d'Indépendance
À la suite de la défaite de l'armée ottomane à l'issue de la Première Guerre mondiale en 1918, il participe à la guerre d'indépendance turque, soutenant Atatürk. Fuyant Istanbul, alors sous occupation des Alliés, il rejoint le camp nationaliste à Ankara dès 1919. Membre de la Grande Assemblée nationale de Turquie en 1920, il participe activement aux combats lors de la Guerre d'Indépendance turque (1919-1922) sur le front de l'Ouest. Il est connu notamment pour les dites batailles d'Inönü de janvier et mars 1921 face aux Grecs. Il devint peu à peu le bras droit et l'homme de confiance d'Atatürk, qui lui donne son surnom d'Inönü, et devient ministre des Affaires étrangères en 1922.

## Premier ministre (1923-1924; 1925-1937)
Après la défaite définitive de l'armée grecque en septembre 1922, il dirige la délégation turque lors des négociations du Traité de Lausanne en 1923 qui clôt la Première Guerre mondiale pour la Turquie[réf. souhaitée]. Il forme le premier gouvernement de la république de Turquie le 30 octobre 1923, mais démissionne le 8 novembre 1924, officiellement pour raisons de santé. Il redevient Premier ministre le 3 mars 1925, à la suite de la démission de Fethi Okyar, incapable de gérer la révolte islamiste et nationaliste kurde de Cheikh Saïd qui ravage les régions sud-est du pays. Après avoir calmé la situation, il joue un rôle important pour forger une politique économique étatiste. Il consacre un effort considérable pour construire des chemins de fer recouvrant le pays entier. Il a surtout voulu renforcer la bureaucratie et la centralisation du pays.
Il visite Athènes en 1930, dans un effort de rétablissement des liens pacifiques avec la Grèce.
À la suite d'un long voyage dans les régions orientales du pays, il prépare un rapport secret, publié seulement dans les années 1990, sur la région et propose de réorganiser la gestion des villes habitées majoritairement par les Kurdes. Ce rapport aboutit à la rédaction par Raif Karadeniz, député de Trabzon, de la loi dite de Tunceli. Cette loi, élément de la politique de centralisation dans les régions kurdes est promulguée le 31 décembre 1935[réf. souhaitée]. Sa mise en application aboutit à une insurrection généralisée dans la région de Tunceli (ancien Dersim) en 1937-1938, qui sera réprimée dans le sang.
À la suite des dissensions avec le président Atatürk, il démissionne de son poste de Premier ministre en septembre 1937 et est remplacé par son rival de longue date, Celâl Bayar alors ministre de l'Économie, qui prône une politique beaucoup plus libérale. Les politiques d'İnönü sont considérées par Atatürk comme trop étatistes dans le domaine économique et trop passives dans le domaine de la politique étrangère.

## Président de la république de Turquie (1938-1950)
Sa traversée du désert ne dure qu'une année, puisqu'à la suite de la mort d'Atatürk le 10 novembre 1938, il est élu à l'unanimité par la Grande Assemblée nationale de Turquie deuxième président de la république de Turquie, le 11 novembre 1938. Il devint aussi le chef du Parti républicain du peuple, alors parti unique.
Pendant la Seconde Guerre mondiale, il préserve la neutralité de la Turquie (tout en signant un pacte de non-agression avec l'Italie en juin 1940, puis un pacte d'amitié avec le Troisième Reich en juin 1941). En janvier 1943, à Adana, petit port situé en face de Chypre, İnönü rencontra secrètement  Winston Churchill, qui voulait l'intervention turque dans la guerre, aux côtés des Alliés ; le président turc prodigua beaucoup de manifestations d'amitié mais signifia clairement à Churchill que la Turquie resterait neutre ; en effet, İnönü anticipait la défaite du Reich mais commençait à craindre les futures revendications de Staline envers les Détroits. En décembre 1943, lors de la seconde conférence du Caire (en) , il défendit, officiellement, cette fois, la même position devant Churchill et Roosevelt ; cependant, afin de pouvoir participer à la Conférence de San Francisco visant à établir les Nations unies, il déclara la guerre à l'Allemagne en février 1945. Mais cette déclaration n'a pas eu d'effets concrets, car les opérations terrestres étaient finies le long des frontières turques et par conséquent les troupes turques n'ont participé à aucun combat.[réf. souhaitée]
Les difficultés économiques graves vécues pendant la guerre et ses politiques autoritaires ont dégradé largement son image auprès de la population. Des milliers de Juifs ont immigré clandestinement en Palestine pendant la Seconde Guerre mondiale (les chiffres varient de 12 000 à 100 000), grâce à une action conjointe des autorités turques et des organisations sionistes, mais certains épisodes ont donné lieu à des interprétations divergentes et à des polémiques. Ainsi, en février 1942, les 769 passagers roumains du Struma, qui espéraient passer en Palestine, périssent noyés dans la mer Noire lors du torpillage accidentel de leur navire par un sous-marin soviétique ; certains historiens font porter la responsabilité sur les autorités tant britanniques que turques, d'autres, essentiellement sur les autorités britanniques. Le 11 novembre 1942, la Grande Assemblée nationale turque vota la création d’un impôt sur la fortune, le Varlık Vergisi ; face à l’ampleur de la fraude, les inspecteurs réévaluèrent arbitrairement le montant à percevoir, de façon plus élevée pour les non-musulmans que pour les autres, et utilisèrent la contrainte par corps au cours de l’année 1943. Le 15 mars 1944, cet impôt fut abrogé, les sommes encore dues annulées et les derniers contribuables incarcérés remis en liberté. 
Malgré son image de dictateur[non neutre], soutenu par son titre officiel Milli Şef (le Chef national), il autorise la création des partis politiques d'opposition en 1945, ce qui marque le début du pluralisme politique dans le pays. Ainsi, Fevzi Çakmak et Celal Bayar passent dans le camp de l'opposition. En refusant les demandes soviétiques concernant les Détroits turcs, il choisit de s'aligner sur les politiques des États-Unis et accepta de participer au programme d'aide américain, le plan Marshall. Ainsi, la Turquie se positionne dans le camp occidental pendant toute la durée de la Guerre froide.

## Chef de l'opposition (1950-1960)
À la suite des élections législatives du 14 mai 1950 (en), il accepte la défaite électorale de CHP et quitta son poste, laissant le siège présidentiel à Celâl Bayar, chef du Parti démocrate. En tant que chef du CHP, il assume la fonction de chef de l'opposition pendant les années 1950,.

## Premier ministre (1961-1965)
À la suite du coup d'État militaire du 27 mai 1960 et des élections de 1961, il devint Premier ministre. Son parti n'ayant pas la majorité absolue au Parlement, il s'appuie sur trois coalitions successives pour gouverner. Il a empêché deux tentatives de coup d'État en 1962 et 1963 organisées par le colonel Talat Aydemir. Ce dernier sera finalement jugé et condamné à mort.
Il signe le traité d'association avec la Communauté économique européenne, dit traité d'Ankara, en 1963 et lance ainsi le processus d'adhésion du pays à l'Union européenne. Il quitte son poste le 6 février 1965 à la suite du refus de son budget par le Parlement et il passe de nouveau à l'opposition.[réf. souhaitée]

## Dernières années

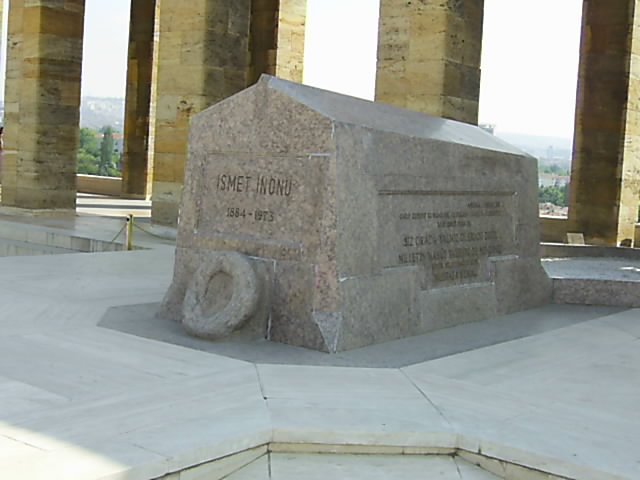
Tombe d'İsmet İnönü à l'Anıtkabir.

Critiqué au sein de son parti en raison de son immobilisme et fragilisé par son âge avancé[réf. nécessaire], il est renversé lors du congrès du parti du 8 mai 1972 qui élit Bülent Ecevit comme chef du parti. İsmet İnönü quitte ainsi la vie politique. Il meurt le 25 décembre 1973 et est enterré dans le mausolée d'Atatürk, à Ankara.

## Vie privée

### Santé
İsmet İnönü attrape le paludisme à l'âge de huit ans, ce qui entraîne pour le restant de sa vie une perte auditive. En 1912, le choléra qu’il contracte au Yémen aggrave cet inconfort.

### Famille
Son fils aîné, Ömer İnönü (1924-2004) est un homme d'affaires.
Son fils cadet Erdal İnönü (1926-2007) est un universitaire et homme politique.
Sa fille Özden İnönü (née en 1930) épousa le journaliste vedette Metin Toker (1924-2002). Leur fille, Gülsün Bilgehan (née en 1957), est une femme politique.